# Жукулуг
Жукулуг — деревня Торбеевского района Республики Мордовия в составе Торбеевского городского поселения. 

## География
Находится у северной окраины районного центра поселка Торбеево.

## История
Основано переселенцами из села Салазгорь после отмены крепостного права. В 1931 году учтено 45 дворов.  Название по расположению на лугах, принадлежавших жителям села Жуково. 

## Население
Постоянное население составляло 196 человек (мордва-мокша 90%) в 2002 году, 207 в 2010 году .